# Göta (Vorname)
Göta ist ein weiblicher Vorname.

## Herkunft und Bedeutung
Der Name ist die schwedische weibliche Variante von Göte. Dieser Name wiederum ist die schwedische Form des altnordischen Namens Gauti, abgeleitet von gautr, was Goten bedeutet.
Varianten in anderen Sprachen sind unter anderem Jocelyn, Jocelyne, Josseline und Yoselin.

## Bekannte Namensträgerinnen (Auswahl)
- Göta Pettersson (1926–1993), schwedische Turnerin